# Танганга, Джафет
Джафет Манзамби Танганга (англ. Japhet Manzambi Tanganga; 31 марта 1999) — английский футболист, защитник клуба «Миллуолл».

## Клубная карьера
Танганга родился в Лондоне в семье выходцев из Демократической Республики Конго. С десятилетнего возраста выступал в футбольной академии «Тоттенхэм Хотспур». 24 сентября 2019 года дебютировал в основном составе «Тоттенхэма» в матче Кубка Английской футбольной лиги против «Колчестер Юнайтед». 11 января 2020 года дебютировал в Премьер-лиге, выйдя в стартовом составе в матче против «Ливерпуля».

## Карьера в сборной
Выступал за сборные Англии до 16, до 17, до 18, до 19, до 20 лет и до 21 года.
В марте 2021 года был включён в заявку сборной Англии до 21 года на матчи группового этапа молодёжного чемпионата Европы 2021 года.